# Grude
Grude su općina i naseljeno mjesto u Bosni i Hercegovini.
Općina Grude smještena je na granici Bosne i Hercegovine i Hrvatske, na rubovima plodnoga Imotsko-bekijskog polja, u Zabiokovlju. Omeđena je Biokovom na jugu, te planinskim masivima Vrana i Čvrsnice na sjeveru (općina Posušje). Sa svojih 17.308 stanovnika i površinom od 218 četvornih kilometara općina po geopolitičkom ustroju pripada Županiji Zapadnohercegovačkoj u sklopu Federacije Bosne i Hercegovine. 
Grude graniče sa svim općinama Zapadnohercegovačke županije: Posušjem (na sjeveru) Širokim Brijegom (na istoku), Ljubuškim (na jugu); kao i s općinama Imotski, Lovreć, Runovići, Zmijavci (na zapadu) u Splitsko-dalmatinskoj županiji.
Ovaj je krajolik obrastao niskim raslinjem tipičnim za krške krajeve. Blizina mora daje ovomu kraju blagu klimu mediteranskih obilježja.
Grude su bogate i prirodnim ljepotama – od brojnih jama i pećina karakterističnih za ovaj kameni, krški krajolik pa do – što je za ovo područje neobično – brojnih izvora i vodenih resursa (jezero Krenica, rijeka Matica – Tihaljina – Trebižat).
U Grudama je osnovano Hrvatsko vijeće obrane i Hrvatska zajednica Herceg-Bosna.

## Zemljopis
Općina Grude nalazi se u istočnom dijelu stare Imotske krajine, te obuhvaća istočni dio Imotskog polja.
Grude su udaljene 49 km od Mostara, 15 km od Imotskog, te 82 km od Splita.

### Reljef i građa
Općina Grude je integrirana oko Imotskog polja. Ima sve karakteristike relativno zatvorene krške depresije. Otvorena dolina Neretve i neposredni primorski prostor na nju imaju vrlo malo utjecaja. U morfološkom pogledu, teren je podijeljen na tri posebne jedinice i to: sjeveroistočna greda, dinarskog pravca pružanja na nadmorskoj visini od oko 590 m na čijem se jugozapadnom rubu nalazi grad Grude. Zatim, prema jugoistoku se nastavlja depresija Imotskog polja na nadmorskoj visini od 270 i 250 m čiji se jugoistočni okvir završava s dva manja rta, i to dužeg na kojem se nalazi naselje Drinovci i kraćeg na kojem se nalazi naselje Blaževići. Najviša točka u ovom dijelu ruba Imotskog polja na teritoriju općine Grude je 674 m nadmorske visine. Nadmorska visina naselja kreće se od 160 do 560 metara nadmorske visine. Također, najistočnija točka Imotskog polja nalazi se u grudskoj općini, u mjestu Podledinac (Ledinac). 
Na prvoj morfološkoj cjelini koja čini sjeveroistočni rub Imotskog polja zbog osnovnog geološkog suptrarta (vapnenci) nalaze se mnoge vrtače i humovi, dok na jugozapadnoj gredi koja čini na toj strani jugozapadni rub Imotskog polja i ranije spomenutu treću morfološku cjelinu reljefa ovog prostora tih fenomena nema, jer se teren uglavnom sastoji od dolomita i dolomitskih vapnenaca. Zbog toga se na sjeveroistočnom rubu Imotskog polja javljaju zbog zagađenih zona krška vrela, a uz jugozapadni rub uglavnom ponori. Vrela:Klokun u Tihaljini, Grudsko vrilo. Ponori: ponor Šainovac, Džambin ponor, Perkića ponor, Vidrinka ponor i Mikulića ponor. Treba naglasiti da grad smješten na južnim i jugozapadnim padinama podbriježja Vitroša i sjeveroistočnom rubu Imotskog polja ima povoljne prostorne uvjete urbanog razvoja.

### Vode
Kao osnovno obilježje ovog prostora u hidrološkom pogledu značajno je da nema stalnih površinskih tokova, a ni većih površinskih vodenih tokova. Jedini stalni tokovi su u dnu Imotskog polja među kojima je najveći tok rijeke Vrljike, koja ponire u neposrednoj blizini središta Drinovaca, a od Zmijavaca mijenja ime u Matica. Na jugu kod naselja Peć Mlini u Drinovcima, ponovno izvire i mijenja ime u rijeka Tihaljina, nizvodno opet mijenja ime u Mlade, a imenom Trebižat ulijeva se u Neretvu. Na ovoj rijeci u Drinovcima je izgrađena HE Peć Mlini koja je od velikog značaja za općinu. Na sjeverozapadnom dijelu Kongore u Drinovcima nalazi se još jedna prirodna rijetkost ovog područja – jezero Krenica. Jezero ima stalnu vezu s podzemnim vodama i nikad ne presušuje. Širina jezera je oko 300 m, a dubina 47 m.

### Klima i vegetacija
Prostor općine pripada zoni submediteranske klime humidnih odlika. Prosječna godišnja količina padalina koja iznosi 1300 mm pokazuje da se prostor općine nalazi u neposrednom primorskom zaleđu. Nadmorska visina (260 – 560 m) i neposredna blizina zaleđa Jadranskog mora razlozi su izrazitog utjecaja sredozemne klime, koja je najsličnija onoj imotskoj. Raspored padalina tijekom godine po kome se izdvajaju aridni ljetni mjeseci (lipanj: 94 mm, srpanj: 35,2 mm i kolovoz: 67 mm) pokazuje da u vrijeme sazrijevanja i razvoja biljaka vlada skoro prava suša kad je potrebno vršiti navodnjavanje. Vegetacijsko razdoblje traje od kraja veljače do kraja studenog ponekad i do kraja prosinca srednja temperatura zraka u prosincu iznosi 5,5 °C. Temperature ispod 0 °C javljaju se od prosinca do početka travnja. Snijeg je rijetka pojava bez dužeg zadržavanja. Tijekom godine se smjenjuju dva regionalna vjetra: južni (jugo) iz doline Neretve ili s primorja i sjeverni (bura) iz sjevernog kontinentalnog zaleđa. Tijekom godine je više vedrih nego oblačnih dana, pa je čitavo područje s velikim brojem sunčanih sati. To omogućava sazrijevanje poljoprivrednih kultura, što je značajno za mala domaćinstva.

## Stanovništvo

### Popisi 1971. – 1991.
| Stanovništvo općine Grude |                  |                  |                  |
| godina popisa             | 1991.            | 1981.            | 1971.            |
| Hrvati                    | 16.210 (99,09 %) | 17.608 (99,10 %) | 19.111 (99,52 %) |
| Srbi                      | 9 (0,05 %)       | 35 (0,19 %)      | 32 (0,16 %)      |
| Muslimani                 | 4 (0,02 %)       | 4 (0,02 %)       | 0 (0,00 %)       |
| Jugoslaveni               | 5 (0,03 %)       | 40 (0,22 %)      | 5 (0,02 %)       |
| ostali i nepoznato        | 130 (0,79 %)     | 80 (0,45 %)      | 55 (0,28 %)      |
| ukupno                    | 16.358           | 17.767           | 19.203           |

#### Grude (naseljeno mjesto), nacionalni sastav
| Grude              |                |                |                |
| godina popisa      | 1991.          | 1981.          | 1971.          |
| Hrvati             | 3567 (99,13 %) | 3344 (98,99 %) | 2818 (98,98 %) |
| Srbi               | 6 (0,16 %)     | 8 (0,23 %)     | 16 (0,56 %)    |
| Muslimani          | 4 (0,11 %)     | 1 (0,02 %)     | 0              |
| Jugoslaveni        | 1 (0,02 %)     | 16 (0,47 %)    | 1 (0,03 %)     |
| ostali i nepoznato | 20 (0,55 %)    | 9 (0,26 %)     | 12 (0,42 %)    |
| ukupno             | 3598           | 3378           | 2847           |

### Popis 2013.
| Stanovništvo općine Grude |                  |
| godina popisa             | 2013.            |
| Hrvati                    | 17.263 (99,74 %) |
| Srbi                      | 9 (0,05 %)       |
| Bošnjaci                  | 2 (0,01 %)       |
| ostali i nepoznato        | 34 (0,2 %)       |
| ukupno                    | 17.308           |

| Grude – naseljeno mjesto |                |
| godina popisa            | 2013.          |
| Hrvati                   | 4318 (99,33 %) |
| Srbi                     | 3 (0,07 %)     |
| Bošnjaci                 | 1 (0,02 %)     |
| ostali i nepoznato       | 25 (0,58 %)    |
| ukupno                   | 4347           |

## Naseljena mjesta
Općinu Grude sačinjavaju sljedeća naseljena mjesta:
Blaževići, 
Borajna, 
Donji Mamići (Ledinac, Višnjica, Medovići, Pogana Vlaka, Podledinac), 
Dragićina, 
Drinovačko Brdo, 
Drinovci, 
Gorica, 
Grude, 
Jabuka, 
Pocrte, 
Puteševica, 
Ružići, 
Sovići i 
Tihaljina.

## Politika
Na posljednjim lokalnim izborima održanim 4.  listopada 2020. za načelnika Gruda izabran je Ljubo Grizelj, član HDZ-a BiH. Ovo mu je treći načelnički mandat.
Najviše mandata u Općinskom vijeću Grude osvojio je HDZ BiH, njih 14 s 52,93 % glasova. Po tri mandata osvojili su HDZ 1990 s 12,73 %, NSRZB s 12,17 %, te HSP BiH s 10,30 % glasova. Uz njih u Općinsko vijeće je ušao još SDP BiH s dva mandata (6,57 %).
|       | stranka                        | broj zastupnika | broj zastupnika | broj zastupnika | broj zastupnika | broj zastupnika |         | trenutačni broj zastupnika | trenutačni broj zastupnika | trenutačni broj zastupnika | trenutačni broj zastupnika | trenutačni broj zastupnika | trenutačni broj zastupnika | trenutačni broj zastupnika | trenutačni broj zastupnika | trenutačni broj zastupnika | trenutačni broj zastupnika | trenutačni broj zastupnika | trenutačni broj zastupnika | trenutačni broj zastupnika | trenutačni broj zastupnika |
| 1997. | stranka                        | 2000.           | 2004.           | 2008.           | 2012.           | 2020.           |         | trenutačni broj zastupnika | trenutačni broj zastupnika | trenutačni broj zastupnika | trenutačni broj zastupnika | trenutačni broj zastupnika | trenutačni broj zastupnika | trenutačni broj zastupnika | trenutačni broj zastupnika | trenutačni broj zastupnika | trenutačni broj zastupnika | trenutačni broj zastupnika | trenutačni broj zastupnika | trenutačni broj zastupnika | trenutačni broj zastupnika |
| ----- | ------------------------------ | --------------- | --------------- | --------------- | --------------- | --------------- | ------- | -------------------------- | -------------------------- | -------------------------- | -------------------------- | -------------------------- | -------------------------- | -------------------------- | -------------------------- | -------------------------- | -------------------------- | -------------------------- | -------------------------- | -------------------------- | -------------------------- |
|       | HDZ BiH                        | 21 / 25         | 18 / 25         | 14 / 25         | 7 / 25          | 14 / 25         | 17 / 25 |                            |                            |                            |                            |                            |                            |                            |                            |                            |                            |                            |                            |                            |                            |
|       | NSRZB                          |                 |                 | 0 / 25          | 7 / 25          | 3 / 25          |         |                            |                            |                            |                            |                            |                            |                            |                            |                            |                            |                            |                            |                            |                            |
|       | HDZ 1990                       |                 |                 |                 | 5 / 25          | 3 / 25          | 0 / 25  |                            |                            |                            |                            |                            |                            |                            |                            |                            |                            |                            |                            |                            |                            |
|       | HSP BiH                        | 4 / 25          | 1 / 25          | 5 / 25          | 6 / 25          | 3 / 25          | 2 / 25  |                            |                            |                            |                            |                            |                            |                            |                            |                            |                            |                            |                            |                            |                            |
|       | SDP BiH                        |                 |                 | 2 / 25          | 0 / 25          | 2 / 25          | 2 / 25  |                            |                            |                            |                            |                            |                            |                            |                            |                            |                            |                            |                            |                            |                            |
|       | HKDU BiH                       |                 | 5 / 25          | 1 / 25          | 0 / 25          | 0 / 25          |         |                            |                            |                            |                            |                            |                            |                            |                            |                            |                            |                            |                            |                            |                            |
|       | HSS BiH                        |                 | 1 / 25          | 0 / 25          | 0 / 25          | 0 / 25          | 1 / 25  |                            |                            |                            |                            |                            |                            |                            |                            |                            |                            |                            |                            |                            |                            |
|       | Hrvatski pravaški blok         |                 |                 | 2 / 25          |                 |                 |         |                            |                            |                            |                            |                            |                            |                            |                            |                            |                            |                            |                            |                            |                            |
|       | Stranka umirovljenika BiH      |                 |                 | 1 / 25          | 0 / 25          | 0 / 25          |         |                            |                            |                            |                            |                            |                            |                            |                            |                            |                            |                            |                            |                            |                            |
|       | Hrvatska republikanska stranka |                 |                 |                 |                 |                 | 3 / 25  |                            |                            |                            |                            |                            |                            |                            |                            |                            |                            |                            |                            |                            |                            |

Načelnici općine Grude kroz povijest:
- Nika Glavaš (1955. – 1959.)
- Mile Kondža
- Ferdo Palac
- Slavko Šimić
- Mate Boban Dedić
- Ante Plejić
- Matiša Mikulić
- Ante Bazina
- Mile Leventić
- Blago Tomić
- Mato Živković
- Jozo Marić (1992. – 1996.)
- Vinko Zorić (1996. – 2000.)
- Dobroslav Galić (2000. – 2004.)
- pok. Mate Šimunović (2004. – 2005.)
- pok. Viktor Marić (2005. – 2012.)
- Ljubo Grizelj (2012. – danas)

## Uprava
Na području Gruda nalaze se sljedeće upravne organizacije:
- Ministarstvo zdravstva, rada i socijalne skrbi ZHŽ
- Ministarstvo hrvatskih branitelja iz Domovinskog rata ZHŽ

## Povijest
Svjedočanstva o životu na ovim prostorima prisutna su još u pretpovijesnim vremenima. Na mjestu Ravlića pećine, koja se nalazi u Drinovcima, pronađeni su tragovi života koji datiraju iz razdoblja kasnijeg neolitika.
U kasnijim, povijesnim vremenima, na ovom je tlu bila vrlo živa nazočnost Rimljana, čija je trgovačka cesta koja je povezivala dva velika antička trgovačka središta, Salonu i Naronu, prolazila kroz ove krajeve. Nedavna arheološka iskapanja na lokalitetu u Gorici potvrđuju da je na ovom tlu u antičkom vremenu postojala značajna antička naseobina.
Srednjovjekovne stećke u grudskoj općini pronalazimo praktički na svakom koraku, što dokazuje da je u to vrijeme život bujao. Nedvojbeno je to zasluga povoljnog geografskog položaja ovoga kraja, kao i relativno ugodne klime, spojene s bogatim prirodnim resursima.
Kraj srednjeg vijeka obilježen je turskom ekspanzijom i osvajanjima. Tragovi dugotrajne turske vladavine i danas su prisutni u govoru ovoga kraja i nekim običajima koji su se zadržali sve do danas. Nakon Turaka ovo područje dolazi pod upravu Austro-Ugarske koja u kratkom razdoblju gradi brojne škole i infrastrukturu potrebnu za funkcioniranje europske države. Ipak se ruralni karakter ovoga područja održao praktički sve do danas.
Dva svjetska rata odnijela su puno mladih života i donijela glad. Propašću Banovine Hrvatske i Nezavisne Države Hrvatske i uspostavom komunističke jednopartijske države Jugoslavije, Grude i čitava Zapadna Hercegovina, obilježene su kao središte nacionalističkog i "profašističkog" hrvatstva, a samim tim nepoželjnima, jer se nisu mogle uklopiti u ideologiju bratstva i jedinstva naroda. U nacionalno-preporodnom demokratskom pokretu hrvatskoga naroda, poznatom kao Hrvatsko proljeće (1967. – 1971.), zapažen su kulturni prinos dala trojica hrvatskih intelektualaca rodom iz grudske općine, književnici Ivan Alilović, Anđelko Mijatović i Mile Pešorda, od kojih su prva dvojica bili i u tamnicama, a sva su trojica završili na tzv. crnim listama namijenjenim "hrvatskim nacionalistima". Konačnim padom Jugoslavije ovaj je prostor dobio kakvu takvu slobodu, no hrvatski se narod, poučen povijesnim iskustvima, još mora boriti za svoj vlastiti kulturni identitet i tradicionalne vrijednosti izgrađivane kroz prethodna stoljeća.
Franjevci su u Grudama od 1895.

### Grude u Prvom svjetskom ratu
Grude, kao i cijeli hercegovački kraj, krajem Prvog svjetskog rata pogodila je velika suša i glad. Fra Didak Buntić i hercegovački franjevci imali su glavnu ulogu u akciji spašavanja djece tijekom 1917. i 1918. godine, kada je u cijeloj Hrvatskoj, a prvenstveno u Slavoniji, zbrinuto oko 17.000 gladne hercegovačke djece. Osim franjevaca, bitan doprinos spašavanju imao je i Središnji odbor za zbrinjavanje obitelji vojnika palih u ratu i njihove siročadi. Tako se u Prvome svjetskom ratu razvila u Hrvata do tada neviđena manifestacija ljudske solidarnosti u spašavanju djece, koja je ostavila dubok trag u kolektivnoj svijesti hercegovačkih ljudi. Bila je to, za južnoslavenske krajeve, nezapamćena humanitarna akcija koja je obuhvatila svu ugroženu djecu, bez obzira na njihovu etničku pripadnost. Franjevci su poveli katoličku djecu, Hamdija Kreševljaković muslimansku, a srpski su učitelji i prote poveli pravoslavnu djecu u srpska sela sjeverno od Save. Teško je ustvrditi koliko je točno djece spašeno, jer se sve odvijalo u ratnim okolnostima, no procjene govore da se radilo o 25 tisuća zbrinute djece. Djeca su uglavnom smještavana u imućnije obitelji u sjevernijim krajevima gdje je bio manji natalitet, a ponegdje je vladala i "bijela kuga". Udomitelji su bili dužni starati se o njima kao o vlastitoj djeci, ne praviti razlike između smještene djece i ostalih ukućana, biti strpljivi u procesu prilagodbe, paziti na prehranu i osobnu higijenu te ih adekvatno odijevati, davati im nakon nastave i obveza u crkvi poslove koji su adekvatni njihovom tjelesnom i duševnom razvoju. Djeca su imala besplatnu zdravstvenu zaštitu, za što je bio zadužen kotarski liječnik, a u slučaju teže i ozbiljnije bolesti, kao i u smrtnim slučajevima, bili su dužni obavijestiti roditelje i Središnji zemaljski odbor. Postupak prekida smještaja bio je podrobno propisan. U postupku prekida smještaja bio je mjerodavan Središnji zemaljski odbor. Udomitelji su bili dužni skrbiti se o djeci dok od Središnjeg zemaljskog odbora ne dobiju sporazum za povratak djece njihovim kućama.
Nakon okončanja Prvog svjetskog rata i stvaranja Kraljevstva Srba, Hrvata i Slovenaca okolnosti se bitno mijenjaju. Mnogi uzroci koji su doveli do egzodusa hercegovačke djece nisu bili prevladani jer je u poratno vrijeme i dalje vladala neimaština. Središnji odbor za spašavanje djece i brigu za obitelji ratnika, sukladno novom državnom ustrojstvu, pretvara se u Oblasni odbor za zaštitu djece. Oblasni je odbor pod neposrednom kontrolom, prvo Državnih odjeljenja za zaštitu djece, a potom Ministarstva za socijalnu politiku, sa sjedištem u Beogradu. Predsjednik Oblasnog odbora i dalje je profesor Josip Šilović, a dužnost tajnika obavlja Đuro Basariček. Osnovna zadaća Oblasnog odbora više nije zbrinjavanje gladne djece u sjevernim pokrajinama, nego njihov povratak u krajeve iz kojih su otišli. Povratak djece koji je vodila Oblasna državna zaštita djece također je bio dobro pripremljen. Njezini službenici su obilazeći djecu navodili da je 90 % djece izrazito zadovoljno uvjetima svog smještaja i da se nije željelo vratiti kući te da su se mnoga skrivala i bježala pred njima. Prioriteti povratka napravljeni su uvažavajući etička načela. Vraćala su se djeca iz područja koja nije okupirala talijanska vojska. Prvo su se vraćala djeca koja su imala oba roditelja živa, zatim ona koja su imala jednog, a zatim siročad, i to samo ona koja su imala skrbnike. Za siročad koja nisu imala skrbnike preporuka je bila da ostanu kod dotadašnjih hranitelja, gdje bi se školovala za različita, uglavnom zanatska zvanja. Ako se djeca nisu mogla dalje školovati zbog nepismenosti, ostala bi raditi na poljoprivrednom imanju kod udomitelja. Pri tome bi u obiteljima koje nemaju vlastitu djecu bilo smješteno jedno dijete, a ako udomitelji imaju dijete, onda bi se u obzir uzimao spol djeteta. Kod obitelji koje imaju muško dijete, bilo bi smješteno žensko i obratno. Prema službenim podatcima, kući se do 20. kolovoza 1918. vratilo 9.451 dijete, a 2.819 je ostalo u Slavoniji. Ove brojke moraju se uzeti okvirno jer je stvaran broj djece smještene u Hrvatskoj bio znatno veći te se može pretpostaviti da ih je najvjerojatnije i veći broj ostao. Tako je samo iz Ružića u lipnju 1919. u Slavoniji bilo smješteno još 87 djece. Nakon organiziranog povratka u Hercegovinu 1918., 1919. i 1920. prestaje praćenje djece, kako onih koji su ostali u Slavoniji, tako i onih koji su se vratili u svoje domove.

### Grude u Drugom svjetskom ratu
U Drugom svjetskom ratu i poraću s prostora općine Grude poginula je 1301 osoba. Od toga 1260 muškaraca i 41 žena. Njih 1113 su bili vojnici (uglavnom domobrani i ustaše, ali je bilo i partizana, te članova njemačke vojske), a 188 civila. Najviše žrtava je bilo 1945. godine, čak 900.
Od ukupnog broja poginulih, 199 ih je poginulo u borbi, 231 strijeljan ili ubijen na neki drugi način, 102 umrla od ranjavanja, bolesti ili mučenja, 711 nestao u ratu ili na Križnom putu, a 58 ih je poginulo nesretnim slučajem.
Prosjek starosti žrtava je 27 godina. Maloljetnih žrtava je bilo 49.
|        | Poginuli u borbi | Strijeljani ili ubijeni na drugi način | Umrli od ranjavanja ili bolesti | Nestali | Poginuli nesretnim slučajem | Ukupno |
| ------ | ---------------- | -------------------------------------- | ------------------------------- | ------- | --------------------------- | ------ |
| 1941.  | 15               | 5                                      | 2                               |         | 2                           | 24     |
| 1942.  | 41               | 13                                     | 4                               | 2       | 4                           | 64     |
| 1943.  | 42               | 33                                     | 16                              | 3       | 25                          | 119    |
| 1944.  | 49               | 36                                     | 14                              | 3       | 12                          | 114    |
| 1945.  | 47               | 107                                    | 31                              | 702     | 13                          | 900    |
| 1946.  | 4                | 17                                     | 7                               | 1       | 1                           | 30     |
| 1947.  |                  | 11                                     | 7                               |         |                             | 18     |
| 1948.  | 1                | 2                                      | 6                               |         |                             | 9      |
| 1949.  |                  |                                        | 3                               |         |                             | 3      |
| 1950.  |                  | 1                                      | 2                               |         |                             | 3      |
| 1951.  |                  | 1                                      | 7                               |         |                             | 8      |
| 1952.  |                  |                                        | 1                               |         |                             | 1      |
| 1954.  |                  |                                        | 1                               |         |                             | 1      |
| 1958.  |                  | 2                                      |                                 |         |                             | 2      |
| 1959.  |                  | 1                                      |                                 |         |                             | 1      |
| 1969.  |                  |                                        |                                 |         | 1                           | 1      |
| 1972.  |                  | 1                                      | 1                               |         |                             | 2      |
| 1979.  |                  | 1                                      |                                 |         |                             | 1      |
| Ukupno | 199              | 231                                    | 102                             | 711     | 58                          | 1301   |

Na prostoru općine Grude poginulo je 126 osoba koje su rođene izvan nje. Među njima je bilo najviše vojnika, u prvom redu pripadnika partizanskih jedinica, prvenstveno 3. dalmatinske brigade, ali i pripadnika vojske NDH, kao i njemačkih vojnika, te civila. Od 126 poginulih, za njih 106 je utvrđen identitet.

### Grude u Domovinskom ratu
Na dan pada Vukovara, 18. studenog 1991., u Grudama je osnovana Hrvatska zajednica Herceg-Bosna. Prvi glavni grad bile su Grude, a kasnije je to postao Mostar. Utemeljena je kao odgovor na velikosrpsku i muslimansku agresiju na hrvatska mjesta u BiH. Osim Gruda, u sastav su ušli i Jajce, Kreševo, Busovača, Vitez, Novi Travnik, Travnik, Kiseljak, Fojnica, Dobretići, Kakanj, Vareš, Kotor Varoš, Tomislavgrad, Livno, Kupres, Bugojno, Uskoplje, Prozor, Konjic, Jablanica, Posušje, Mostar, Široki Brijeg, Ljubuški, Čitluk, Čapljina, Neum, Stolac i Ravno.
U Grudama je, 08. travnja 1992., osnovano i Hrvatsko vijeće obrane kao oružana snaga i najviše izvršno i upravno tijelo Hrvatske Republike Herceg-Bosne, te glavna oružana snaga Hrvata u Bosni i Hercegovini za vrijeme rata u Bosni i Hercegovini. HVO je nakon Daytonskog mirovnog sporazuma definiran kao hrvatska komponenta Vojske Federacije Bosne i Hercegovine, a nakon reforme obrane 2005. godine, transformiran je u 1. pješačku (gardijsku) pukovniju, jednu od tri pukovnije u okviru Oružanih snaga Bosne i Hercegovine.
Isti dan kada je osnovan HVO, počelo je prvo bombardiranje Gruda.  Napadi su vršeni na civilne i gospodarske objekte, a najgore je prošla zgrada u središtu Gruda koja je kasnije nazvana Betonka zbog svoje snage i izdržljivosti. U njoj je bila ostala samo jedna obitelj, i to znameniti grudski slikar i nekadašnji nastavnik Stjepan Mikulić Bili, supruga mu Slava i djeca Zora, Ivana i Zoran. I na sreću svi su preživjeli. Grude su granatirane još tri puta, 21. i 22. travnja, te 8. svibnja. U tim granatiranjima život su izgubile dvije osobe – Gruđanka Nevenka Ćorluka i 10-godišnji Mostarac Sanel Šegetalo koji je s obitelji i mnoštvom drugih izbjeglica putovao za Hrvatsku.
Nakon okupacije Mostara i zaustavljanja tenkova JNA u Pologu, djelatnici Doma zdravlja Široki Brijeg počeli su se pripremati za rad u ratnim uvjetima. Dom zdravlja Široki Brijeg inicirao je sastanak 24. rujna 1991. godine na kojem su bili lječnici iz DZ Široki Brijeg, mr. Mate Boban, te predsjednik SO Široki Brijeg Anđelko Mikulić. Na sastanku je zaključeno da se hitno osposobe prostorije Duhane stanice u Grudama za ratnu bolnicu. Razlozi uspostave ratne bolnice bili su udaljenost od bojišnice i komunikacijska povezanost s ostalim herceg-bosanskim općinama i gradom Splitom. 26. rujna 1991. održan je i sastanak u Grudama, te je prihvaćeno da ratna bolnica bude u Grudama.  Dogovoreno je da se požuri s adaptacijom operacijske dvorane i ostalih prostorija. Građevinski radovi povjereni su GP "Novogradnja", a montiranje operacijske dvorane "Fealu" iz Širokog Brijega. Na drugom sastanku u Grudama, 1. listopada 1991., odlučeno je da se preuzmu poljske bolnice u Ljubuškom i Čapljini, te je dogovoreno da se teški ranjenici evakuiraju u Split, dok bi se lakši liječili u Grudama.
Današnje vlasti također u planu imaju otvaranje kliničke bolnice u Grudama. Razloga za to je više: ZHŽ nema vlastitu bolnicu, u Grudama je sjedište županijskog ministarstva zdravstva, ratna bolnica nalazila se upravo u Grudama.[nedostaje izvor]

## Gospodarstvo
Općina Grude u Bosni i Hercegovini ima više zaposlenih nego prije rata. Sva najznačajnija poduzeća u Grudama bave se proizvodnjom i u privatnom su vlasništvu. Iz Gruda je i najpoznatiji bosanskohercegovački brend – tvrtka Violeta. Po broju nezaposlenih Bosna i Hercegovina je u europskom vrhu, a po gospodarskoj razvijenosti na dnu europske ljestvice. No, nije ni u BiH sve tako crno. Postoje općine u ovoj zemlji, koje su i po jednom i po drugom pokazatelju na europskoj razini. Jedna od takvih je i hercegovačka općina Grude koja sa 16 tisuća stanovnika ima više zaposlenih nego prije rata. Podaci o djelatnosti najznačajnih tvrtki čije je sjedište u Grudama pobijaju rašireno mišljenje kako u Hercegovini uglavnom cvjeta trgovina. Ako je to odmah nakon rata i bilo tako, sada više nije. Gotovo sve značajnije grudske kompanije se bave proizvodnjom i sve su u privatnom vlasništvu.
- Violeta

Brend je lansiran 2002. godine i za više od deset godina postojanja postao je regionalni lider u proizvodnji higijenskih proizvoda. Violeta danas ostvaruje promet od 4,5 milijuna eura, a zapošljava oko 850 djelatnika i osim u zemlje regije, svoje proizvode izvozi i na tržište Europske unije, te u Libiju. Tvrtka svoje poslovnice ima i u Tomislavgradu, Sarajevu, Tuzli, Bihaću, Vitezu, Jelahu, Banjoj Luci, Trebinju, Zagrebu, Splitu, Rijeci, Vukovaru i Ljubljani. Violeta je 2011. otvorila i proizvodni pogon u Sv. Ivanu Zelini. Pogon je vrijedan 12 milijuna eura, a opremljen je tehnologijom koja je u ovom trenutku najkvalitetnija i najmodernija na svjetskom tržištu. Predviđeni godišnji kapacitet je oko 15 tisuća tona papira na godinu. Pokretanjem ove tvornice Violeta u narednih nekoliko godina planira zapošljavanje oko 200 djelatnika koji će raditi na poslovima u proizvodnji i distribuciji Violeta proizvoda u Hrvatskoj. U sastavu grupacije Violeta nalaze se i dva shopping centra Prodex, u Grudama i Tomislavgradu.
U siječnju 2014. Violeta je u Grudama otvorila i tvornicu za proizvodnju šampona i deterdženata. Vrijednost investicije je 30 milijuna KM, a tvornica zapošljava oko 90 radnika.
- Grafotisak

Grafotisak je najuspješnija tvrtka u grafičkoj industriji Bosne i Hercegovine. Pod istim imenom i u istom vlasništvu postoji još od 1983. godine. Osnovan je kao poduzeće grafičkih proizvoda, a početkom 1990-tih proširuje svoju djelatnost distribucijom školskog i uredskog materijala, te grafičkog repromaterijala. Od tada uspješno plasira robne marke svojih dobavljača i vlastite proizvode na tržište BiH, ali i na tržište u regiji. Grafotisak je 2008. godine postao vlasnik 50 % poduzeća Fokus d.o.o. Zagreb, tržišnog lidera u distribuciji uredskog i školskog materijala, te konfekcioniranog papira u Republici Hrvatskoj. Fokus d.o.o. je stopostotni vlasnik poduzeća Fokus office d.o.o. Beograd i Ram3 d.o.o. Zagreb. Trenutno zapošljava oko 300 radnika.
- Lumen

Poduzeće je svoj razvoj započelo kao zanatska radionica za proizvodnju svijeća 1986. godine, dok danas posluje kao gospodarsko društvo sa 60 uposlenih. U sastavu tvrtke nalazi se tvornica svijeća, te veleprodaja i maloprodaja dekorativnih artikala i repromaterijala za cvjećarstvo. Sjedište tvrtke je u Drinovcima (općina Grude), a posjeduje i poslovnice u Sarajevu i Banjoj Luci, te veleprodaju suvenira u Međugorju. 2013. otvoreno je i poduzeće u Zagrebu.
- Delux

Poduzeće Delux osnovano je 1994. godine kao poduzeće za proizvodnju aluminijskih žaluzina i vertikalnih trakastih zavjesa. Danas se proizvodnja odvija u proizvodnim objektima površine 2500 m2 opremljenim najsuvremenijom opremom. Tvrtka ima svoje podružnice u Mostaru, Sarajevu, Travniku i Gradišci.
- Franck

Od 2008. godine u Grudama se nalazi i proizvodni pogon za proizvodnju i preradu kave tvrtke Franck. Do sada je u nju uloženo preko šest milijuna KM, a tvornica zapošljava oko 30 radnika.
- Grudska pivovara

Osnovana je 1999. godine, a prestala s radom 2012. nakon par godina lošeg poslovanja. Krajem siječnja 2015. završen je pravni dio ponovnog pokretanja grudske pivovare, te potpisan ugovor između vlasnika Pivovare i inozemnog partnera. Pogon pivovare je moderno opremljen i ima visoko automatiziran cjelokupni tehnološki proces od prijema i skladištenja sirovina do gotovog proizvoda.
- Putovi Grude

Putovi Grude su pravni slijednik poduzeća za održavanje i zaštitu puteva "Grude" utemeljenog u sklopu sustava "Putevi BiH" 1978. godine. Iako je temeljna djelatnost tvrtke bila održavanje i zaštita cesta, zbog izrazito male mreže magistralnih i regionalnih cesta bila je prisiljena ići u tržišne utakmice sa specijaliziranim graditeljskim tvrtkama što je rezultiralo time da je se profilirala kao poduzeće osposobljeno za izvođenje svih graditeljskih zahvata. 2001. godine završen je proces privatizacije, te je danas ono 100 % u privatnom vlasništvu dijela uposlenih radnika.
- Toming Drinovci

Privatno poduzeće osnovano 1995. godine. Sjedište tvrtke je u Drinovcima. Bavi se građevinskim uslugama, a od 2011. godine pronalazi svoje mjesto i u proizvodnji električne energije iz obnovljivih izvora u čemu vidi budućnost svoga poslovanja. Toming zapošljava 37 radnika, a najveći broj njih je upravo iz Drinovaca.
- Bili Brig

Tvrtka osnovana 1993. godine. Osnovna djelatnost poduzeća je uvoz, distribucija i prodaja brendova Fructal, Pernod Ricard, Roner, Vrhunskih vina itd. Poduzeće u svom portfelju ima i supermarket s vrhunskom ponudom. Osim u Grudama, Bili Brig ima poslovnice i u Sarajevu, Brčkom i Banjaluci. Danas na teritoriju cijele države zapošljava više od 100 radnika.
- Bilo Trade

Poduzeće osnovano 1992. godine, specijalizirano za prodaju okova, boja i lakova, te alata poznatih europskih proizvođača. Trenutno zapošljava pedesetak radnika, a 2002. godine otvorili su svoju poslovnu jedinicu i u Sarajevu.

### Turizam
Na sjeverozapadnom dijelu Kongore (Drinovci) nalazi se prirodna rijetkost ovog podneblja – jezero Krenica. Ima stalnu vezu s podzemnim vodama i nikada ne presušuje. Širina jezera je oko 300 m, a dubina 50 m. Postoje brojne legende o nastanku jezera koje se uvijek slušaju s istim zanimanjem. Iznad izvora rijeke Tihaljine na 260 m nadmorske visine nalazi se Ravlića pećina. Arheološkim iskapanjima pronađeni su ostaci naselja koje potječe iz vremena neolitika. 
U čast jednog od najvećih hrvatskih pjesnika – Antuna Branka Šimića, te njegovog brata, književnika Stanislava, u Grudama je pokrenuta kulturna manifestacija Šimićevi susreti. Održava se svake godine u svibnju i privlači velik broj ljudi, kako iz Gruda, tako i iz okolnih mjesta.
Od pjevanja na grudskom području (Donja (imotska) bekija) najprofiliraniji i trenutno najaktualniji vokalni žanr je ganga, bećarac, putničko pjevanje, brojke, džotaviceisvistilovi pjevanja najčešće se izvode u desetercu i svitina čini pjevanja svrstavaju se pod jedan naziv – “bekijsko pivanje“. Navedeni način i pjevanja i sviranja ne mogu se notno zapisati, pa su zbog svog načina izvođenja i arhaičnosti daleko poznati u cijelom svijetu. Ganga kao način pjevanja Zagore i dijela Dalmacije i Hercegovine stavljena je na listu ugrožene svjetske baštine, zaštićena kao nematerijalna baština od UNESCA.
S obzirom na veličinu općine i njen turistički potencijal, trenutačni smještajni kapaciteti zadovoljavaju potrebe. Na prostoru općine nalazi se jedan hotel – "Otok" (kapacitet 23 sobe s 62 ležaja), dok se ostatak smještajnih kapaciteta nalazi na Seoskom turizmu "Marića Gaj" (24 ležaja), te motelima "Dorin" i "Kod Barića".
Gastro ponudu općine Grude čine jela i pića karakteristična za područje Hercegovine: hercegovački pršut, raštika, pura, jela ispod hercegovačke peke ili sača, poznata hercegovačka loza i mnoga druga.

## Infrastruktura

### Prometna infrastruktura
Grude su magistralnom cestom M 225 povezane s općinama Ljubuški i Imotski u Republici Hrvatskoj, te regionalnim cestama s Posušjem i Širokim Brijegom. Kroz općinu Grude prolazi i regionalna cesta R 851 Sovići – Drinovci – Tihaljina – Klobuk. Podaci o dužini cesta po kategorijama i o broju putničkih vozila za 2007. godinu:
|               | Magistr. ceste (km) | Region. ceste (km) | Lok. ceste (km) | Ukupno registr. putničkih vozila | Broj stan. po reg. vozilu |
| ------------- | ------------------- | ------------------ | --------------- | -------------------------------- | ------------------------- |
| Široki Brijeg | 27                  | 15                 | 160             | 7055                             | 4,2                       |
| Grude         | 18                  | 31                 | 176             | 3949                             | 3,4                       |
| Ljubuški      | 37                  | 42                 | 156             | 5744                             | 3,8                       |
| Posušje       | 25                  | 60                 | 191             | 3294                             | 4,9                       |
| ZHŽ           | 107                 | 148                | 683             | 20072                            | 4,1                       |
| FBiH          |                     |                    |                 | 374381                           | 6,2                       |

Iz ovoga je vidljivo da je broj registriranih vozila u odnosu na broj stanovnika najveći u Grudama.
Izgradnja zaobilaznice započeta je 2006. godine s ciljem da se centar grada rastereti od prometa (posebno onog teretnog). Kroz sami centar prolazi magistralna cesta Imotski – Grude zbog čega su problemi u prometu svakodnevna pojava. No, niti skoro deset godina nakon početka, zaobilaznica još nije u potpunosti završena. Najveći problem su imovinsko-pravni odnosi zbog čega se bilo kakva izgradnja već u startu opstruira.

### Komunalna infrastruktura
Glavni vodoopskrbnim sustavom općine Grude (službeni javni vodovodom) gospodari JP Komunalno iz Gruda. Vodozahvat ovog vodovoda je na izvoru Grudsko Vrilo, udaljenom oko 4,5 km od općinskog središta Grude. Na lokaciji izvora izrađena su 4 bunara pojedinačnih kapaciteta 1x22 l/s; 1x32 l/s; 1x40 l/s i 1x55 l/s, iz kojih se voda tlači u vodospremu "Grudsko Vrilo",
obujma 750 m³, kote dna 352 m i kote vode 356 m nadmorske visine.
Crpljenje iz bunara obavlja se ručnim upravljanjem praćenjem potrošnje i nivoa u vodospremi G. Vrilo. Vodosprema se puni kroz čelični (tlačni) cjevovod promjera 368/352,8 mm.
Općina Grude 2005. godine započela je veliki projekt rekonstrukcije vodoopskrbnog sustava na području općine. Ovim projektom je sustav moderniziran i proširen, te je trenutačno (2012.) više od 80 % općine Grude pokriveno primarnom vodoopskrbnom mrežom.
Urbani dio općine Gruda je u cijelosti pokriven kanalizacijskom mrežom. Prema službenim podacima u užem središtu Gruda živi 3800 stanovnika od kojih je na kanalizacijsku mrežu priključeno oko 1500 što je Dužina kanalizacijske mreže je 9,6 km.

### Elektroenergetska infrastruktura
Cjelokupna 10 kV mreža u općini Grude se opskrbljuje električnom energijom iz TS 110/35/10 kV "Grude". Navedena transformatorska stanica se opskrbljuje preko DV 110 kV Grude-Široki Brijeg, dok istu prosljeđuje preko DV 110 kV Grude-Posušje prema TS 110/35/10 kV "Posušje". Unutar TS 110/35/10 kV "Grude" instalirana su dva trofazna tronamotajna transformatora. U općini Grude ima ukupno 125 transformatorskih stanica s ukupnom instaliranom snagom od 28 920 kVA.
Popis niskonaponskih mreža u općini Grude bio bi poduži jer sadrži ukupno 118 mreža. Dobar dio niskonaponske mreže je obnovljen, te je u dobrom stanju. Međutim još uvijek u dijelovima općine postoje tzv. ”sive zone” u kojima se mora ulagati napore za poboljšanje stanja. Elektroenergetska opskrpljenost područja općine Grude je riješena izgradnjom hidrelektrane Peć– Mlini u naselju Drinovci.
Instalirana snaga hidroelektrane Peć Mlini iznosi 2x15 MW. Koristi vode rijeke Vrlike-Matice na prirodnoj visinskoj razlici od 107 metara između Imotskog polja – Nuga (Drinovci) i strojarnice u podnožju brda Petnik na lokaciji Peć Mlini-Drinovci. U pogon je puštena 2004. godine.

### PTT infrastruktura (telekomunikacije i internet)
Fiksna i mobilna telekomunikacijska mreža na području općine Grude sasvim je zadovoljavajuće razvijena i u potpunosti zadovoljava potrebe sadašnjih, a i budućih potreba poslovnog i javnog sektora, prateći pri tome u potpunosti suvremene svjetske tehnologije u ovoj oblasti.

## Poznate osobe
| - Andrijica Šimić, hajduk - Paškal Buconjić, biskup - Antun Branko Šimić, pjesnik (Drinovci) - Stanislav Šimić, književnik (Drinovci) - Rafael (Ranko) Boban, pukovnik i general u NDH - Ivan Alilović, književni povjesničar - Mate Boban, čelnik HR Herceg-Bosne - Ante Paradžik, političar - Blago Zadro, general-bojnik Hrvatske vojske - Zvonko Bušić, hrvatski politički emigrant i aktivist za neovisnost Hrvatske - Josip Leko, političar - Mile Pešorda, književnik, profesor romanistike, inicijator i potpisnik Sarajevske deklaracije o hrvatskom jeziku objavljene 28. siječnja 1971. | - Boro Grubišić, političar - Stipe Leko Ćipa, ultramaratonac, rekorder Hrvatske i BiH u disciplini 24h (223 km) - Ljubo Jurčić, političar i ekonomski stručnjak - Milan Bandić, bivši gradonačelnik Zagreba - Damir Pešorda, književnik, kroatist, ukrajinist, prevoditelj i profesor - Goran Marić, bivši nogometni sudac, političar i ministar u Vladi Andreja Plenkovića - Zvonimir Boban, bivši nogometaš - Hrvoje Kurtović, bivši nogometni sudac - Krunoslav Jurčić, nogometni trener - Dario Šimić, bivši nogometaš - Jerko Leko, bivši nogometaš - Tomislav Bušić, nogometaš - Zdravko Nikić, književnik |

## Spomenici i znamenitosti
Prethistorijska nalazišta (Ravlića pećina...), ostaci antičkih puteva, srednjovjekovnih kultnih mjesta, ponešto tipične ruralne arhitekture s prijelaza stoljeća, poneki socrealistički ostatak i ponajviše nove kič arhitekture nalaze se u Grudama.
U središtu grada nalazi se Park hrvatskih velikana sa spomenikom u sredini.
Najdulja ulica u Grudama nosi ime Republike Hrvatske. Jedna od duljih nosi ime dr. Franje Tuđmana.

## Obrazovanje
Općina Grude ima jednu srednju, te tri osnovne škole (sa šest područnih škola) u kojima se učenici školuju za razna zanimanja. Velik broj učenika iz grudske općine se školuje u susjednom Imotskom. Na prostoru Općine djeluju sljedeće školske ustanove:
- Osnovna škola Ruđera Boškovića, Grude (2012. 987 učenika) s područnim školama u Ružićima, Ledincu, Borajni, Poganoj Vlaci, Dragićini i Vrućicama.
- Osnovna škola fra Stjepana Vrljića, Sovići (2012. 348 učenika)
- Osnovna škola Antuna Branka i Stanislava Šimića, Drinovci (2012. 390 učenika) s područnom školom u Tihaljini.
- Srednja škola Antuna Branka Šimića, Grude (2012. 586 učenika)

Osnovna škola je prvi put u Grudama otvorena davne 1905. godine u jednoj gradskoj prostoriji, a prvi učitelj bio je Stjepan Šenda iz Donjeg Vakufa. Nastavu su pohađala svega 33 učenika. Kao osmogodišnja škola počela je s radom 1960./61. godine u zgradi današnje Srednje škole Antuna Branka Šimića. Pohađalo ju je 450 učenika. 1981./82. godine prelazi u novosagrađenu školsku zgradu, gdje se nastava održava i danas. Te školske godine bilo je upisano 1027 učenika. Odmah nakon rata, 1995. godine, osnovana je i Osnovna glazbena škola.
Srednja škola Antuna Branka Šimića u Grudama otpočela je s radom školske 1964./65. godine kao gimnazija. Tad su upisani su prvi srednjoškolci, odnosno tri odjela prvog razreda s 109 učenika. Novosagrađeni gimnazijski prostori oslanjaju se na staru zgradu osnovne škole s kojom čini jedinstvenu arhitektonsku i funkcionalnu cjelinu. Do reforme srednjeg usmjerenog obrazovanja i odgoja, školske godine 1980./81., grudska gimnazija je bila mala, ali priznata škola koju je, u njenoj šesnaestogodišnjoj povijesti, završilo 932 učenika. Mnogi od njih su danas poznati pjesnici, profesori, liječnici, političari, poslovni ljudi. Školske godine 1980./81. kreće reforma srednjeg usmjerenog obrazovanja i odgoja. Gimnazije su zatvarane u malim općinskim središtima i tako postale privilegija velikih usrbanih sredina. Te godine je, u četiri struke i osam zanimanja, u prvi razred upisano 292 učenika. Iste godine škola mijenja ime u "Centar usmjerenog obrazovanja i odgoja". Ekspanzija struka i zanimanja, odnosno broja učenika se nastavlja i sljedeće godine. Iste godine, na inicijativu tadašnjih općinskih vlastodržaca, Centar mijenja ime u Srednjoškolski centar "Ferdo Palac". Sljedeće školske godine Centar je imao 24 odjela s 833 učenika. 
Uvođenje matematičko-fizičko-računarske struke školske 1987./88. godine čini prekretnicu u povijesti škole. Uspješnim zadovoljavanjem postavljenih kriterija visokih pedagoških normativa, tadašnja ministrica obrazovanja SR BiH Vesna Selimović spominjala je Grude kao pozitivan primjer.
Školske 1989./90. godine Centar po treći put mijenja ime. Ovaj put ime dobiva po najvećem grudskom, te jednom od najvećih hrvatskih pjesnika svih vremena, Antunu Branku Šimiću. 1999. godine, uz pomoć Zapadnohercegovačke županije, Ministarstva prosvjete, znanosti, kulture i športa, te Općine Grude, izvršena je obnova školske zgrade.
Trenutno u školi postoji devet smjerova: opća gimnazija, ekonomski tehničari, geodetski tehničari, farmaceutski tehničari,  komercijalni tehničari, medicinske sestre/tehničari, građevinski tehničari, kuhari i konobari.

## Mediji
U Grudama od 11. studenoga 1998. redovni program emitira Radio Grude.

## Kultura
Grude su do 18. stoljeća bile sastavnim dijelom nekadašnje starohrvatske župe Imota, a u tursko doba i dio Nahije Imotski (imotsko-bekijska ikavica: naija) te baštine izuzetnu i raznovrsnu kulturnu povijest. Bogate su nalazištima stećaka (poglavito Gorica i Ledinac), a u Gorici je otkrivena ranokršćanska bazilika sv. Stjepana, najstarija na području stare imotske županije. Imaju svoju radio-postaju, a povremeno objavljuju i novine Hrvatska gruda, pokrenute u tijeku Domovinskoga rata. Jedina kulturna manifestacija od širega značenja u Grudama su Šimićevi susreti, pokrenuti inicijativom hrvatskoga pjesnika studenta romanistike u Sarajevu Mile Pešorde i prvi put održani u jeku Hrvatskoga proljeća godine 1970., u subotu 30.05.1970. u Grudama i nedjelju 31.05. u Drinovcima (vidi: KRŠNI ZAVIČAJ br.1, Drinovci, 1970., Oslobođenje, Sarajevo, 6.06.1970. str.6., Vjesnik, Zagreb, 16.06.1970.), a po "novom" kalendaru i lažnom rodnom listu od 1964. godine u Drinovcima, kad je postavljena spomen-ploča u čast braći Šimić na njihovu rodnu kuću, a tom su značajnom događaju prisustvovali mnogi uglednici iz tadašnjeg kulturnog, književnog, političkog i javnog života, među kojima i pokojni Dragutin Tadijanović. U Grudama je vrlo aktivna Matica hrvatska Ogranak Grude, koja je do sada objavila više od deset knjiga, a njezin je rad obnovljen 2005. godine. Također Matica hrvatska Grude izdaje i godišnjak "Susreti". U svibnju 1968. u Grudama je objavljena revija "Ogledalo" (gl. i odg. urednik i pokretač Mile Pešorda), koju su vlasti trajno zabranile i uništile. Suvremeni hrvatski pisci rodom iz ove općine: Ivan Alilović, Anđelko Mijatović, fra Andrija Nikić, Mile Pešorda, Milka Tica, Zdravko Kordić, Ljubica Benović, Natalija Palac, Zdravko Nikić. Likovni umjetnici: Veselko Zorić, Drago Bušić i drugi.
Trenutno u Grudama postoji šest kulturno-umjetničkih društava:
- Hrvatsko kulturno umjetničko društvo "Sv. Kata", Grude
- Hrvatsko kulturno umjetničko društvo "Sv. Ivan Krstitelj", Ružići
- Hrvatsko kulturno umjetničko društvo "Sovići", Sovići
- Hrvatsko kulturno umjetničko društvo "Tihaljina", Tihaljina
- Kulturno umjetničko društvo "Sloga", Gorica

U Općini djeluju i sljedeće udruge mladih:
- Grudska udruga mladih (GRUM)
- Udruga mladih Drinovci (UMD)
- Bratovština sv. Stjepana Prvomučenika Gorica-Sovići

### Obljetnice, kulturna, športska i druga događanja kroz godinu

##### Siječanj
- Noć muzeja u Gorici

##### Veljača
- Korizmene tribine u Gorici
- Dan sjećanja na prof. Ivana Alilovića
- Misa zadušnica za pok. Karolja Jelačika

##### Ožujak
- Obljetnica smrti pok. Viktora Marića
- Obred primanja i obećanja u Franjevačkoj mladeži (FRAMI) Tihaljina
- Obred primanja i obećanja u Franjevačkoj mladeži (FRAMI) Ružići
- Obred primanja i obećanja u Franjevačkoj mladeži (FRAMI) Gorica – Sovići

##### Travanj
- Uskrs s Maticom
- Dan sjećanja na žrtve Kupresa 1992.
- Godišnjica Kupresa – sveta misa za poginule i nestale branitelje

##### Svibanj
- Šimićevi susreti
- Bleiburg – sveta misa i komemoracija

##### Lipanj
- Ivanjdanski turnir u Ružićima
- Ševaš Njive – sveta misa za poginule branitelje
- Brđanski susreti

##### Srpanj
- Godišnjica smrti pok. Mate Bobana
- Kulturno ljeto u župi Gorica-Sovići
- Liga mjesnih zajednica
- Grudsko ljeto
- Večer folklora u Ružićima
- Večer folklora u Tihaljini
- Drinovački domobran
- Stipića Livada – sveta misa za poginule branitelje

##### Kolovoz
- Večer folklora u Gorici
- Tolića susreti
- Koncert Pod zvijezdama na platou Crkve Svete Kate
- Obljetnica Hrvatske Zajednice Herceg Bosne

##### Rujan
- Obljetnica smrti pok. Mate Šimunovića

##### Listopad
- Lovačka večer u Grudama
- Godišnjica Vrda – sveta misa za poginule branitelje
- Godišnjica pogibije generala Blage Zadre
- Obred primanja i zavjetovanja u OFS-u (Franjevačkom svjetovnom redu) Drinovci
- Raštikijada – Međunarodno natjecanje u spravljanju raštike

##### Studeni
- Dan općine Grude
- Dan sjećanja na Vukovar
- Oslobađanje Kupresa
- Misa zadušnica za sve poginule i nestale branitelje iz općine Grude u crkvi Svete Kate
- Obljetnica utemeljenja HZ Herceg-Bosne
- Turnir prezimena – Cageball Grude
- Blagdan svete Kate
- Kamena ljepotica
- Obred primanja i obećanja u Franjevačkoj mladeži (FRAMI) Drinovci
- Obred primanja i zavjetovanja u OFS-u (Franjevačkom svjetovnom redu) Gorica – Sovići

##### Prosinac
- Dani matice hrvatske
- Božićni koncert zborova općine Grude

### Šimićevi susreti
Šimićevi susreti su najvažniji kulturni događaj u Općini Grude. Prvi put su održani u jeku preporodnoga Hrvatskoga proljeća u subotu i nedjelju 30. – 31. svibnja 1970. u Grudama (prvi dan, u kino-dvorani) i Drinovcima (drugi dan, na otvorenom poslije pučke mise),kada su nagrade za pročitane pjesme dobili Nikola Martić, za Bogumilsku bajku, i Mile Pešorda, za Tužbalicu, dok je glavnim govornikom bio akademik prof. dr. Ivo Frangeš, predsjednik Društva književnika Hrvatske i Saveza književnika Jugoslavije (vidi: KRŠNI ZAVIČAJ br.1.DRINOVCI, Božić 1970., OSLOBOĐENJE,Sarajevo, 6.lipnja 1970., VJESNIK, Zagreb, 16.lipnja 1970.), a po "novom" kalendaru i antidatiranju spostavljenom u tijeku političkoga slamanja Hrvatskoga proljeća, od 1964. godine. Te godine, početkom svibnja, uz 39. obljetnicu smrti A. B. Šimića, započinju svoj polustoljetni kulturni hod Šimićevi susreti. U tom periodu samo jednu godinu nisu održani i to ratne 1991. Za prvih 25 susreta (1964 – 1989), uz sve ono lijepo i dobro, treba kazati da je bilo pod budnom pažnjom tadašnjeg komunističkog režima, pa su i sadržaji i programi uz umjetnički imali i naglašeno politički karakter ako ne i nadzor. O tome svjedoči prisutnost i govori vodećih BiH političara Hamdije Pozderca, Tode Kurtovića, Branka Mikulića i mnogih drugih. O svemu tome (osim u tadašnjem tisku Oslobođenju i Vjesniku), dokumentirano svjedoči i jedina do danas objavljena knjiga o Šimićevim susretima Zbornik Životvorno sunce, Šimićevi susreti, 1981. Skoro prva četvrtina Zbornika od 95 stranica sadrži političke govore. Sve počinje Titovom fotografijom, zatim njegovim citatom o zbližavanju nacionalnih kultura, preko teksta B. Miljkovića (to čemu nas je Tito učio slično je poeziji), politički govori, komunističke fraze H. Pozderca, H. Brkića, B. Mikulića, T. Kurtovića, Ivice Lovrića i još 5-6 sličnih političkih tekstova i govora drugih, narodnih rukovodilaca. Naravno da Zbornik donosi i odlične dijelove, eseje o djelu A.B. Šimića Jure Kaštelana, R. Vučkovića, M. Ristića, B. Milačića, kao i fragment knjige (Dalekozor duha) S. Šimića. Tu je i izbor Brankove poezije. Dio Zbornika Ljetopis Šimićevih susreta donosi detaljne programe Šimićevih susreta od 1964-1981. Iz tih programa saznajemo kada, gdje i što se događalo na susretima. Uglavnom, uz političke nastupe, govorili su književni kritičari ili pjesnici najčešće o A. B. Šimiću, a ponekad i o Stanislavu Šimiću. Treći dio su bili nastupi afirmiranih pjesnika na svečanoj akademiji na kojoj su se dodjeljivale nagrade mladim pjesnicima. Kao dekor ovoj političkoj i književnoj manifestaciji bile su likovne izložbe i nastupi folklornih skupina i glazbenika (od onih zabavnih i narodnih do onih umjetnika ozbiljne glazbe). Skoro redovni su bili ili recitali ili kazališne predstave. Tu je popis nagrada Šimićevih susreta, koje su se počele dodjeljivati 1970. Od 30 dobitnika od 1970-1980 su imena Gruđana Mile Pešorde, Bore Bošnjaka, M. Petrovića, Lj. Benović, Z. Kordića, M. Tice i drugih. 1978. je ustanovljena nagrada "Braća Šimić" za najbolje književno kritički tekst u Jugoslaviji. Prva tri dobitnika su bila R. Konstatinović (Beograd), M. Begić (Sarajevo) i Jure Kaštelan (Zagreb). Posebno je bogata i vrijedna Fotokronika Šimićevih susreta. Tu su i kolaži i isječci iz tadašnjeg tiska o Šimićevim susretima. Ovakva bi knjiga bila nezamisliva bez stihova učesnika. To je mala antologija Šimićevih susreta, s pjesmama velikih pjesnika Nikole Martića, Maka Dizdara, Petra Gudelja, Jure Kaštelana, Vladimira Pavlovića, Anđelka Vuletića, Veselka Koromana i drugih. Nakon 1990. i političkih promjena, rata, raspada Jugoslavije i stvaranja samostalne RH i BiH, na ovim prostorima Susreti gube politička obilježja – nema više političara s državne i političke (stranačke) razine. Nažalost, naši rukovodioci nisu prisutni ni kao posjetitelji – valjda je to njihov politički govor i odnos prema kulturi i umjetnosti. Osim izostanka politike i političkih tirada, program se nije puno mijenjao. Svih ovih zadnjih godina shema je ista. Ključna novost je da su političke govore zamijenile Sv. Mise za braću Šimić u crkvi njihova krštenja. Susret su napravili još jedan važan iskorak. Kulturna i književna događanja izišla su iz okvira općine Grude ili općina Zapadne Hercegovine i Imotskog. Susreti su pošli putem školovanja A.B. Šimića, tako da se kulturni događaji zbivaju i u Širokom Brijegu, Mostaru, ali i u Vinkovcima i Zagrebu. Posebno je intenzivna i kvalitetna suradnja s Vinkovcima čiji pjesnici i slikari gostuju kod nas a mi dio svoga programa održavamo u gradu na Bosutu.
Šimićevi susreti su sigurno jedna od najkvalitetnijih i najdugotrajnijih književnih manifestacija, ali i ona je zapadala i zapada u krize. Politički događaji su reducirali dio učesnika, međutim, nije to samo zbog politike, problemi su i u financiranju kulture uopće, pa i ovih Susreta. Hrvatska bi država ovim Susretima trebala dati istu razinu potpore kao i Goranovom proljeću. BiH bi morala biti još izdašnija u pomoći i odnositi se prema Susretima kao i prema Sarajevskim danima poezije. Sadašnje financiranje uglavnom snosi općina Grude, ZHŽ i sponzori.

## Rimokatoličke župe
Područje općine Grude podijeljeno je na šest župa koje pripadaju Grudskom dekanatu. Župe pripadaju Mostarsko-duvanjskoj biskupiji, a kroz povijest su bile dio Makarske biskupije. 

### Župa Grude – Sv. Kate
Područje grudske župe u 18. stoljeću (1743. – 1768.) pripadalo je župi Drinovci, dok u 19. stoljeću današnju župu dijele župe Ružići i Gorica. 1895. osnovana je župa Grude, zbog udaljenosti naselja od središta ovih župa, ali i povećanog broja vjernika. Na teritoriju župe nalaze se tri crkve: crkva Sv. Katarine u Grudama, crkva Sv. Jure u Dragićini, te zavjetna crkva Sv. Izidora na Cerama. 1743. na području župe bila su 24 doma i 212 vjernika, dok je u vrijeme osnivanja župe (1895.) bilo 2464 vjernika i 416 domova. 2002. u župi je bilo približno 1000 domova s 4200 vjernika. Župni stan podigao je prvi župnik fra Leonard Radoš 1895., ali ju je potres 1923. oštetio. Obnovljena je trudom fra Gabrijela Grubišića (župnik 1920. – 1940.). Velika impozantna grudska crkva započeta je 1923. godine, a pokrivena tek 1939. Koncem 1968. u crkvi je postavljen novi oltar, dar fra Špire Andrijanića. Gradnja nove župne kuće počela je 1980., za vrijeme župnikovanja fra Bernarda Marića, koji je preminuo u rujnu 2020. godine i najduže je od svih svećenika djelovao na području općine Grude (Župe Grude, Ružići, Gorica – Sovići). Crkvu Svete Kate u Grudama u konačnici su izgradili fra Bernard Marić, fra Ante Šaravanja i fra Stanko Pavlović nakon skoro dva desetljeća radova. Crkva je dobila i novi plato, te je se smatra jednom od najljepših i jedinstvenih u svijetu.
|       | broj domova | broj stanovnika |
| ----- | ----------- | --------------- |
| 1743. | 24          | 212             |
| 1768. | 26          | 215             |
| 1867. | 91          | 659             |
| 1902. | 416         | 2464            |
| 1940. | 431         | 3075            |
| 1962. | 497         | 3137            |
| 1975. | 570         | 3500            |
| 1983. | 641         | 3002            |
| 1994. | 905         | 3795            |

### Župa Gorica-Sovići – Sv. Stjepana Prvomučenika
Gorica – Sovići spominju se kao sjedište jedne od župa koje su do 1721. bile povjerene brizi franjevcima iz imotskog samostana. Nakon što je Imotska krajina od te godine nepravedno je podijeljena na mletački i turski dio te je komunikacija imotskih franjevaca s bekijskim župama postala gotovo nemoguća. Stoga dušobrižničku skrb za čitavu Hercegovinu preuzima samostan u Kreševu. Sjedište župe premješteno je oko 1735. iz Gorice u Posušje, točnije u teško prohodne šume između sela Batina i Gorice. Gorica od tada postaje samo dijelom velike župe Posušje. Takvo je stanje potrajalo stotinjak godina, do 1831. kada je Gorica postala samostalnom kapelanijom. God. 1838. proglašena je župom. Matice se vode od 1836. Prvu župnu kuću sagradio je fra Stjepan Karlović. Bila je slaba i neugledna, a nakon nekoliko desetljeća i neuporabljiva. Nova je župna kuća građena 1904. – 1908. Ta je kuća oštećena u ratu 1943., a onda i u potresu 1962. Nova je sagrađena počevši od 1975. Na mjestu drevne crkvice Sv. Stjepana, koja je porušena u tursko doba, sagrađena je 1856. nova župna crkva, ponajvećma zalaganjem župnika fra Petra Bakule. Nova suvremena crkva sagrađena je u Gorici počevši od 1968. U isto vrijeme građena je i lijepa suvremena podružna crkva u Sovićima posvećena sv. Petru i Pavlu a poslije i zvonik u Bobanovoj Dragi posvećen sv. Iliji proroku.

### Župa Ružići – Sv. Ivana Krstitelja
Spomen na župu Ružiće potječe iz 17. stoljeća, a u popisima iz 1743. i 1768. godine, Ružići su u sastavu župe Drinovci. Nakon stotinu godina odnosi su se i stanje promijenili pa u Šematizmu fra Petra Bakule iz 1867. godine stoji da su Drinovci dio župe Ružići, koji su ponovno postali župom 1836. godine i od tada imaju svoje matice. U to vrijeme u njezinu sastavu bile su današnje župe Ružići, Drinovci i Tihaljina, zatim pretežiti dio župe Grude i značajan dio župe Ledinac. Okupljala je 22 naselja, 570 obitelji i 3982 vjernika. Vrijeme, broj stanovnika i njihove potrebe utjecale su da se od nje odcijepe tri nove župe: Drinovci (1871.), Tihaljina (1889.) i Grude (1895.). Župna se crkva počela graditi 1934., pokrivena 1938., a u cijelosti je završena od 1958. do 1961. godine.

### Župa Ledinac – Sv. Terezije Male
Utemeljena je tek 3. listopada 1930. godine na osnovi odluke fra Alojzija Mišića o odvajanju sela od tadašnjih triju župa – Gruda, Ružića i Rasna, premda je od 1873. do 1878. postojala kao župa sv. Križa Ledinac. U prošlosti je bila dio župe Gorica, potom dio župe Drinovci. U 19. stoljeću postaje dijelom župe Široki Brijeg te je cijeli teritorij postao dio općine Široki Brijeg (sve do 1955.), a na koncu i dijelom župe Rasno, čiji su prostor i puk bili dio velike župe Široki Brijeg sve do 1872. godine. Tada je Rasno postalo kapelanija, a od 1874. župa koja ima svoje matice od 1872. Obuhvaćala je široko područje, broj župljana se povećavao, život je donosio različite i nove promjene i potrebe pa su se od nje odvojile tri nove župe: Grljevići (1919.), Ledinac (1930.) i Buhovo (1969.). Prvi ledinački župnik bio je don Ante Čule (1903. – 1972.), brat biskupa dr. Petra Čule, koji je na toj dužnosti bio sve do svoje smrti.

### Župa Drinovci – Sv. Mihovila
Na Kapitulu 1871. godine određeno je da se Drinovci odijele od Ružića, ali nisu odmah proglašeni župom nego kapelanijom. Prvim kapelanom imenovan je fra Paškal Buconjić. On je zajedno s narodom nastavio izgradnju kuće, kapelice, salaša i štale da bi župnik imao sve što je potrebno za pravo domaćinstvo. Godine 1873. Drinovci su proglašeni pravom župom. Pripadala je hercegovačkom samostanu na Prološkom blatu. Tako je godine 1871. obnovljena je župa u Drinovcima. Zahvaljujući biskupu fra Paškalu Buconjiću, koji je bio rodom iz Drinovaca, Drinovčani se mogu ponositi lijepom i prostranom crkvom. Sagrađena je 1894. godine. Župni stan preuređivan je više puta. U vrijeme gradnje 1874. godine, drinovačka crkva bila je druga po veličini u Bosni i Hercegovini. Odmah poslije Sarajevske katedrale. U župi su danas fra Bože Milić i fra Sretan Čurčić.

### Župa Tihaljina – Bezgrješno Začeće B.D.M.
Ustanovljena je 1889. odcjepljenjem od župe Ružići. Iste godine je izgrađena kapela sv. Ilije koja i danas stoji na svojemu mjestu. Do nje je izgrađena današnja župna crkva koja je posvećena Bezgrješnom začeću Blažene Djevice Marije. Nova župna crkva započeta je 1938., međutim gradila se godinama. Gradnja je bila prekidana, što ratom, što neimaštinom, tako da je dovršena tek 1974. za župnikovanja fra Jakova Lovrića. Najveći procvat župa je doživjela u drugom dijelu 80-tih kada je u župu došao fra Jozo Zovko iz Međugorja. Na Puteševici je 1989. sagrađena crkva sv. Josipa.

## Šport
Od 2012. održava se Streetball Grude, a od 2015. je u FIBA kalendaru.

### Nogometni klubovi
- HNK Grude

Klub je osnovan 1959. kao Nogometni klub Bekija na inicijativu članova Omladinskog sportskog društva Bekija. Prvi predsjednik kluba bio je Drago Herenda. Prva utakmica je odigrana iste godine protiv Mladosti (danas NK Široki Brijeg).
Nakon 40 godina, poslije dugotrajne javne rasprave i glasovanja u prepunoj dvorani hotela "Grude" u jesen 1999. NK Bekija mijenja ime u Hrvatski nogometni klub Grude, te počinje ostvarivati zapaženije rezultate. Tada prof. Marin Ćorluka preuzima trenersku poziciju, a Grude ulaze u Prvu ligu Federacije BiH (drugi nivo natjecanja) i osvajaju prvi naslov prvaka u sezoni 2000./01. Nakon toga uslijedilo je natjecanje u Premijer ligi BiH gdje su se zadržali samo jednu sezonu. Nakon toga ispadaju iz Prve, te čak i iz Druge lige (treći nivo natjecanja) u sezoni 2008./09. Trenutno igraju u Drugoj ligi FBiH.
U siječnju 2010. HNK Grude su obilježile 50 godina postojanja, pa je u tu čast gostovao zagrebački Dinamo. Pred punim tribinama Zagrepčani su slavili s 3:1.
- NK Drinovci

Nogometni klub iz Drinovaca osnovan je krajem kolovoza 1994. godine. Osnovan je zbog velikog interesa lokalnog stanovništva za nogomet. Redovito bi se na livadi "Boljava" okupljao veliki broj nogometnih zaljubljenika. Tada je osnovan inicijativni odbor od 50 ljudi te je registriran nogometni klub, a ime je dobio po polju "Boljava". Prvi predsjednik kluba bio je Miro Vekić, a trener Ferdo Nuić, dok su svoje prve utakmice igrali na terenu u Vinjanima (Hrvatska), jer nisu imali svoj stadion. Najveći uspjeh kluba je polufinale Kupa BiH izbacivši pritom premierligaše Sarajevo i Orašje, čime klub postaje prepoznatljiv na nogometnoj karti BiH. Nakon toga klub mijenja ime u "HNK Drinovci".

### Košarkaški klubovi
- HKK Grude

Košarkaški klub Grude osnovalo je nekoliko ljubitelja ovog sporta, davne 1976. godine i od tada prolazi trnovit i nezgodan put sve do useljavanja u sportsku dvoranu, kada su se stekli i normalni uvjeti za treninge i natjecanja.
Odmah, potom počelo se razmišljati i o podmlatku kluba, te se tako osniva i škola košarke, kroz koju godišnje prođe stotinjak djece različitih uzrasta, kao što su tići, mlađi kadeti, kadeti, te ekipa ženskog košarkaškog kluba Grude.
Već petu godinu za redom, za vrijeme školskih praznika, organizira se škola košarke s kampovima, što je do sada upriličeno u kampovima Obunjan kod Šibenika, Baško Polje, te u kampu Zaostrog.
Klub se trenutno natječe u 1. ligi Herceg-Bosne.

### Rukometni klubovi
- HŽRK Grude Autoherc

Hrvatski ženski rukometni klub Grude Autoherc osnovan je u kolovozu 2009. godine. Kroz školu rukometa do sada je prošlo više stotina djece, a trenutno klub ima oko 80 aktivnih članica raspoređenih u skupine od 1994. do 2004. godišta. Treninzi i utakmice se izvode u gradskoj športskoj dvorani u Grudama. Jesenje su prvakinje Bosne i Hercegovine za sezonu 2014/2015 s deset pobjeda i samo jednim porazom.

### Ostali klubovi
- Biciklistički klub Grude
- Boćarski klub Grude
- Boćarski klub Grupos
- Boćarski klub Gradina
- Boćarski klub Uskok (Sovići)
- Boćarski klub Sv. Stipan (Sovići – Gorica)
- Grudske mažoretkinje
- Hrvatski biciklistički klub Drinovci
- Hrvatsko planinarsko društvo Grude[27]
- Karate klub Grude
- Klub borilačkih športova Drinovci
- Konjički klub Stina
- Stolnoteniski klub Grude
- Streljački klub Grude
- Šahovski klub Grude
- Teniski klub Grude

## Gradovi prijatelji
- Imotski  Hrvatska
- Slunj  Hrvatska
- Baldissero Torinese  Italija
- Beli Manastir  Hrvatska
- Kiseljak  Bosna i Hercegovina

## Ostali projekti
|  | Zajednički poslužitelj ima još gradiva o temi Grude |

## Vanjske poveznice
- Službena stranica Općine Grude
- grude-online.info
- grude.org